# Clotilde Martory
 (mars 2024).
Clotilde Martory est un roman d'Hector Malot publié en 1873.

## Résumé
En 1851, un capitaine de 29 ans revient à Marseille. Il était en Algérie depuis 45. À un mariage, il danse avec Clotilde, fille d'un général de l'Algérie. Il apprend que le commandant Solignac, qu'il rencontre chez Clotilde, enrôle les officiers dans le parti de Napoléon III en disant qu'il est au mieux avec elle. Le capitaine déclare sa flamme à Clotilde. Il va voir son père à Paris, qui meurt peu après. La révolution éclate et il rentre à Marseille. 
Malgré ses réticences, son colonel lui donne le commandement d'une action contre les paysans insurgés du Var. Il y tombe sous les ordres de Solignac et démissionne. Clotilde lui dit son amour mais la marie à Solignac. Le capitaine va à Paris et la revoit dans la rue. Puis elle vient chez lui et il va chez elle. Solignac l'invite à diner puis il la voit tous les jours. 
Solignac meurt. Clotilde et le capitaine ont Valentine. Il prend un haut poste dans des mines au Mexique. Il rentre au bout d'un an. Clotilde le croyait mort et s'est remariée. Il la chasse et ne peut voir Valentine qu'avec son accord. Il repart au Mexique au bout de 8 jours.